# 白音花水库
白音花水库是中国内蒙古自治区赤峰市阿鲁科尔沁旗境内的一座水库，位于大欧木伦河上，建于1961年。水库正常库容为680万立方米，集雨面积为547平方千米，海拔为123.9米。